# آزمون انتشار امواج صوتی
آزمون نشر امواج صوتی(Acoustic Emission یا به اختصار AE) گونه ای از آزمون های غیرمخرب می باشد که به منظور بررسی شکل گیری و رشد نواقص(هم چون ترک ها و...)درون قطعه،به صورت دینامیکی،مورد استفاده قرار می گیرد. منظور از نشر صوت،تولید امواج الاستیکی(مکانیکی) ناشی از تغییر ناگهانی تنش درون ماده است.زمانی که ماده در معرض محرک خارجی(تغییرات فشار،نیرو یا دما ) قرار بگیرد،منابع متمرکز انرژی در ماده شروع به آزاد سازی امواج الاستیکی می کنند و این امواج تا سطح قطعه انتشار می یابند و به وسیله حسگر ها(Sensors) ثبت و بررسی می شوند.نشر صوت مربوط به تولید امواج الاستیکی همزمان با آزاد یا رها شدن سریع انرژی کرنشی در ماده می باشد.با استفاده از تجهیزات مناسب می توان حرکاتی در بازه پیکومتر را نیز بررسی کرد.امواج صوتی تولید شده در روش AE در کنترل کیفیت،بررسی سلامت سازه،کنترل فرآیند و... حائز اهمیت می باشند. از این تست در پروژه های تحقیقاتی(آزمایش کشش،آزمایش مکانیک شکست و ...) و پروژه های صنعتی(بازرسی جوش،بررسی ترک ها در پل ها و...) استفاده می شود.
از نظر تاریخی،این پدیده اولین بار توسط دانشمند ایرانی جابرابن حیان در قرن سوم هجری قمری کشف شد.در یادداشت های این دانشمند به صدایی اشاره شده است که در اثر کار کردن بر روی قلع ایجاد می شود.بعد ها این صدا تحت عنوان فریاد قلع معروف گردید که ناشی از تشکیل دوقلویی در تغییر شکل پلاستیک قلع است.

## مقایسه با سایر آزمون های غیر مخرب
روش نشر امواج صوتی دو تفاوت عمده با سایر آزمون های غیر مخرب دارد.تفاوت اول،ریشه شکل گیری موج صوت می باشد.در این روش به جای فرستادن امواج به درون قطعه،به صدای قطعه گوش داده می شود.به طور مثال در آزمون غیرمخرب فراصوت،امواج فراصوت توسط یک فرستنده به قطعه فرستاده می شوند و امواج بازگشتی مورد بررسی قرار می گیرند،اما در روش نشر صوت، موج صوت تولید شده توسط منبعی درون قطعه، مورد تجزیه و تحلیل توسط کامپیوتر قرار می گیرد.
تفاوت دوم این روش با روش های دیگر پویا بودن آن است، در این روش تغییراتی که درون ماده در حال شکل گیری هستند(مانند رشد ترک)،به صورت آنی قابل مطالعه هستند، از طرفی می دانیم که ترکی که هنوز رشد نکرده است با ترک نهایی بسیار متفاوت است و در این مرحله می توان اقداماتی جهت جلوگیری از رشد آن انجام داد.
البته باید توجه داشت که برخی از ترک ها، امواج صوتی قابل تشخیص ایجاد نمی کنند و ممکن است تا پایان رشد شناسایی نشوند.
تفاوت سوم این است که در این روش سنسور ها به راحتی به روی قطعه قرار می گیرند و نیازی به تمیز کردن قطعه و... نیست.
در روش آزمون نشر صوت می توان به صورت کیفی متوجه وجود عیب و شناسایی محل آن شد،اما برای به دست آوردن اطلاعات کمی درباره عیب(همانند سایز،عمق و...)نیاز است تا یک روش غیر مخرب دیگر(معمولا آزمون فراصوت) در کنار این روش پیاده سازی شود. یکی دیگر از معایب این روش ظاهر شدن سیگنال های مزاحم ناشی از سر و صدای محیط اطراف(Noise) است.

## اساس کار آزمون انتشار امواج صوتی

### انتشار موج در مواد

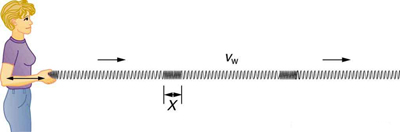
نمونه ای از امواج طولی

امواج صوتی به صورت های مختلفی می توانند درون مواد منتشر شوند،این حالت ها به شرح زیر می باشند:

#### امواج طولی(Longitudinal waves)
در این حالت ذرات درجهت انتشار موج شروع به نوسان می کنند.امواج طولی می توانند در جامدات،مایعات و گاز ها منتقل شوند،در صورتی که این نکته برای حالات دیگر موج های صوتی صادق نیست.امواج عرضی و صفحه ای تنها در جامدات قابل انتقال هستند.

#### امواج عرضی (Shear waves)

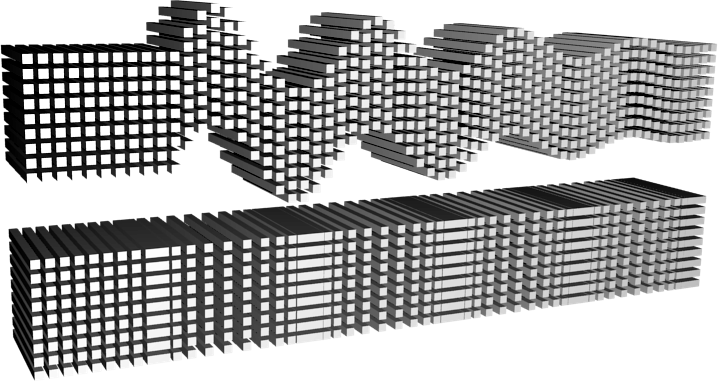
تصویر بالا:امواج عرضی،تصویر پایین : امواج طولی

در این حالت ذرات عمود بر جهت انتشار موج شروع به نوسان می کنند. معمولا سرعت امواج عرضی در مواد، نصف سرعت امواج طولی می باشد.

#### امواج سطحی(Rayliegh Waves)
از این دسته از امواج در آزمون غیرمخرب فراصوت به شدت استفاده می گردد و  تنها در سطح یا نزدیک به سطح ماده نفوذ می کنند.سرعت این دسته از امواج حدود 2% کمتر از امواج عرضی می باشد.
در آزمون نشر امواج صوتی،منابع سطحی و زیر سطحی سهم بالایی در تولید انرژی به عنوان موج سطحی دارند،این موج سطحی با سرعت ثابت و استهلاک کم انتشار می یابد(به طور مثال با سرعت 3 m/ms در فولاد منتشر می شوند).شناسایی مکان منبع موج صوتی به کمک زمان طی شده توسط موج صوت درون ماده تا حسگر امکان پذیر است.برای محاسبه مسافت طی شده به سرعت صوت درون ماده نیاز داریم که سرعت صوت خود تابع نوع موج می باشد.

#### امواج صفحه ای (Lamb waves)
در صورتی که ماده ای تحت تاثیر موج سطحی قرار بگیرد و ضخامت ماده به اندازه 3 برابر طول موج صوت یا کم تر باشد،موج صوت از کل جسم عبور می کند.در چنین حالتی امواج صفحه ای داریم و سرعت موج تنها به نوع ماده وابسته نیست،بلکه به فرکانس موج تولیدی و ضخامت قطعه نیز وابسته است. در حالی که امواج حجمی در مواد همگن با سرعتی مستقل از فرکانس تقسیم می شوند.

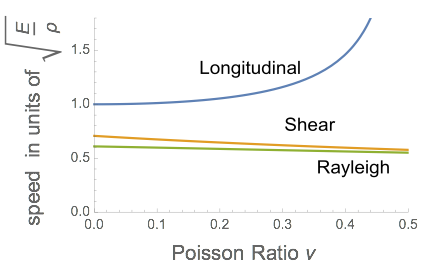
مقایسه سرعت امواج طولی،عرضی و صفحه ای

برخی از روش های تشخیص مکان منبع موج صوت عبارتند از :
- روش موقعیت خطی(Linear Location Technique)
- روش موقعیت منطقه ای (Zonal Location Technique)
- موقعیت نقطه ای(Point Location)[۱]

## تجهیزات و دستگاه ها

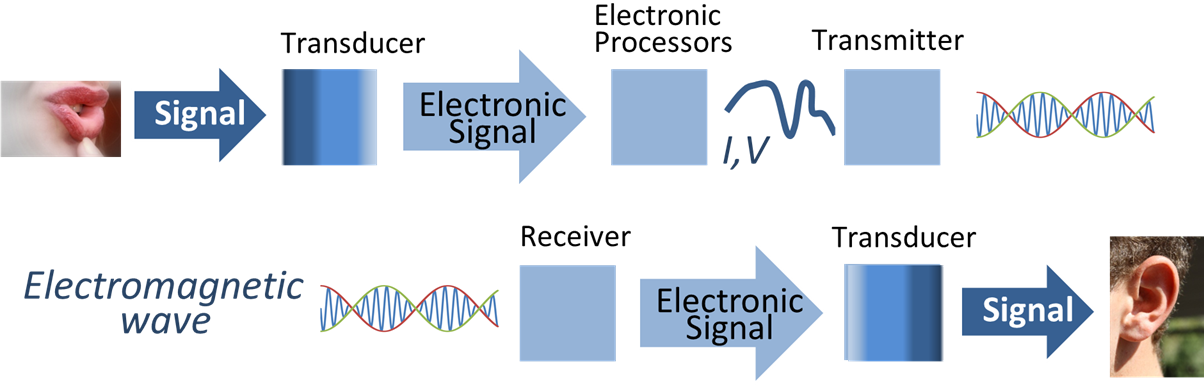
نمونه ای برای نمایش نحوه عملکرد مبدل ها(Transducers) به همراه برازش سیگنال(Signal processing) به صورت دایاگرام جعبه ای

## ویژگی های مهم سیگنال های آزمون انتشار امواج صوتی

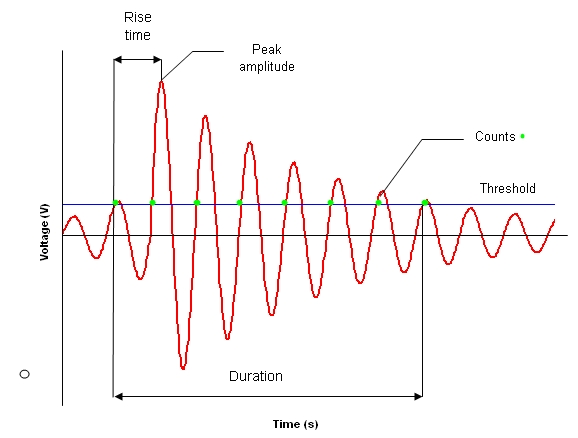
بررسی 5 ویژگی مهم سیگنال های آزمون انتشار صوت،نمودار تغییرات ولتاژ برحسب زمان